# Phướng lăng nhọn
Phướng lăng nhọn (danh pháp hai phần: Brassaiopsis acuminata) là một loài thực vật thuộc Họ Cuồng cuồng. Đây là loài đặc hữu của Trung Quốc.